# Бобровський Анатолій Вікторович
Бобровський Анатолій Вікторович (6 травня 1935, с. Лісники, нині Києво-Святошинського району Київська область, УРСР — липень 2005, Тернопіль, Україна) — український режисер, актор. Заслужений артист УРСР (1967).

## Життєпис
Закінчив Київський інститут театрального мистецтва (1957, викл. В. Неллі)).
Від 1957 — актор, від 1969 — актор і режисер Тернопільського обласного драматичного театру ім. Т. Шевченка (з перервою 1973—1974, коли працював у Хмельницькому обласному музично-драматичному театрі).
Викладач Теребовлянського культурно-освітнього училища (1963—1969), Тернопільського музичного училища (від 1994).
Чоловік Євдокії Бобровської.
Пішов з життя в липні 2005 року.

## Режисерські роботи
Вистави:
- «Кар'єра Артуро Уї» Б. Брехта (1975),
- «Тарас Бульба» за М. Гоголем (1980, співреж.),
- «Наталка Полтавка» І. Котляревського (1981),
- «Мартин Боруля» І. Карпенка-Карого (1983, 2003), «Циганський барон» Й. Штрауса (1993) та ін.

## Театральні ролі
- Андронаті, Івоніка («У неділю рано зілля копала», «Земля» за О. Кобилянською),
- Командор, Дядько Лев («Камінний господар», «Лісова пісня» Лесі Українки),
- Генерал («Суєта» І. Карпенка-Карого),
- Заброда («Незабутнє» за О. Довженком),
- Іван Франко («Я бачив дивний сон» С. Новицької) та ін.;

## Фільмографія
- Батько («Дума про Британку» Ю. Яновського, 1969),
- Сват («Дай серцю волю, заведе в неволю» М. Кропивницького, 1970),
- епізодична роль (Іван та кобила, 1992)
- Шабер («Полковник Шабер» за О. Бальзаком, 1993),
- Орест («Один у полі — воїн», 2003) та ін.